# Hässleholmens kyrka
Hässleholmens kyrka är en kyrkobyggnad i stadsdelen med samma namn i östra Borås. Den tillhör Borås Gustav Adolfs församling i Skara stift.

## Kyrkobyggnaden
Byggnadskomplexet med kyrka, församlingslokaler och fritidsgård, som ingår i stadsdelscentrum, uppfördes 1974 efter ritningar av arkitekt Lars Hörlén och invigdes i december samma år av biskop Helge Brattgård. Ytterväggarna har brunt fasadtegel. Kyrkorummet avviker genom sin höjd och sitt pulpettak. 
Kyrkorummet ligger i byggnadens sydvästra hörn. Koret ligger i väster och ett trappsteg högre än det övriga kyrkorummet. Innerväggarna är av oputsat tegel och inredningen består mest av löst möblemang i avsikt ge lokalen ökad flexibilitet. 
På en kulle söder om kyrkan står en klockstapel uppförd 1974 efter ritningar av kyrkans arkitekt. Stapeln har en stomme av betong och en fyrkantig huv.

## Inventarier
- Altartavlan är en textil utförd 1974 av textilkonstnären Gunnel Schutse.
- Dopfunten från 1974 är tillverkad av spånskiva, fanerad i bok och laserad som mahogny.
- Predikstolen i korets södra sida är tillverkad 1974 och har samma utformning som dopfunten.
- Altaret är tillverkat på samma sätt som dopfunten och predikstolen. Stommen är spånskiva som är klädd med bokfaner, laserad som mahogny.

### Orgel
- Orgeln, som är placerad på golvet i norr, är tillverkad av Grönlunds Orgelbyggeri 1974. Den har sex stämmor fördelade på manual och pedal.[1]